# Thrixspermum japonicum
Thrixspermum japonicum är en orkidéart som först beskrevs av Friedrich Anton Wilhelm Miquel, och fick sitt nu gällande namn av Heinrich Gustav Reichenbach. Thrixspermum japonicum ingår i släktet Thrixspermum och familjen orkidéer. Inga underarter finns listade i Catalogue of Life.

## Bildgalleri

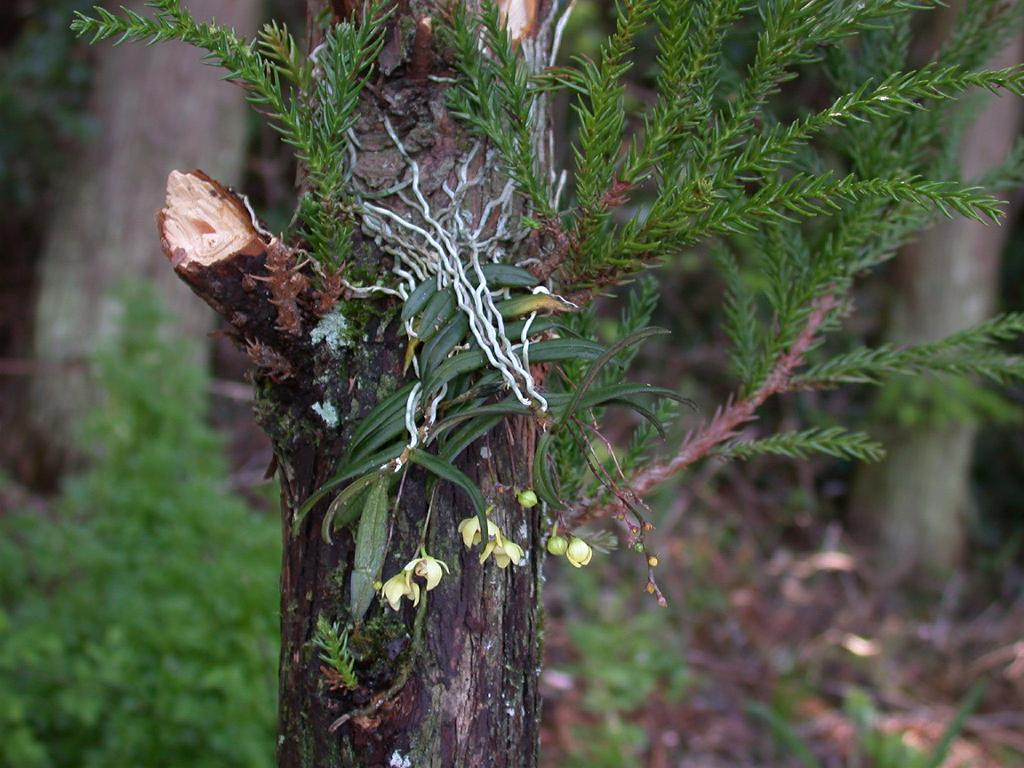